# Phụ nữ Triều Tiên
Phụ nữ Triều Tiên (tiếng Triều Tiên: 조선녀성; McCune–Reischauer: Chosŏn Yŏsŏng) là một tạp chí hàng tháng được sáng lập vào tháng 9 năm 1946 ở Cộng hòa Dân chủ Nhân dân Triều Tiên. Đây là tạp chí đầu tiên dành riêng cho phụ nữ và là cơ quan truyền thông chính thức của Hội Liên hiệp Phụ nữ Xã hội chủ nghĩa Triều Tiên.

## Lịch sử
Tạp chí này bắt đầu ra mắt độc giả thường xuyên vào năm 1947 và được xuất bản hàng tháng cho đến năm 1982 thì chuyển sang dạng phát hành hai tháng một lần. Hội Liên hiệp Phụ nữ Xã hội chủ nghĩa còn xuất bản một ấn phẩm tương tự bằng tiếng Anh mang tên Women of Korea.

## Nội dung
Tạp chí chủ yếu quảng bá những thành tựu và điều kiện sống và làm việc của phụ nữ Triều Tiên, thường kèm theo những bức ảnh màu khổ lớn. Năm 1976, ấn phẩm này đã cho xuất bản một áp phích tuyên truyền chống Hàn Quốc với tựa đề "Hai thực tế trái ngược nhau".